# Симпсън (пустиня)
Симпсън (на английски: Simpson Desert) е пясъчна пустиня в Централна Австралия. По-голямата ѝ част е разположена в югоизточната част на Северната територия на Австралия, а малки части сса разположени в югозападната част на щата Куинсланд и северната част на щата Южна Австралия. Площта ѝ е 112 600 км². На запад граничи с река Финке, на север с планините Макдонъл и река Пленти, на изток с реките Мълиган и Дайамантина, а на юг с езерото Еър.
До 1926 г. пустинята Симпсън заедно с пустинята Стърт, разположена югоизточно от нея на географските карти се е обозначавала под името пустиня Арунта. Има приблизително овална форма с диаметър около 250 km. Състои се предимно от паралелно разположени пясъчни дюни с височина от 20 до 60 m, югоизточните ѝ части са пясъчно-чакълести, а покрай бреговете на езерото Еър – глинести. Средната януарска (лятна) температура на въздуха е 28 – 30°С, а средната юлска (зимна) – 12 – 15°С. Годишната сума на валежите варира от 250 mm на югоизток до под 130 mm на северозапад. По закрепените дюни виреят ксерофитни храсти от акации, евкалипти и житни треви от вида спинифекс. Водите на стичащите се на югоизток от планината Макдонъл епизодични реки (т.н. крийкове) – Финк, Тод, Хейл, Пленти, Хей, Филд и др. се губят в пясъците ѝ.

## Историческа справка
Пустинята е открита и първично изследвана от английския пътешественик Чарлз Стърт през септември 1845 г., който я наименува Арунта. През 1926 г. австралийския учен Грифит Тейлър разделя пустинята Арунта на две части, като нейната северозападна част наименува Симпсън в чест на тогавашния президент на Южноавстралийското отделение на Британското кралско географско дружество Алън Симпсън (1875 – 1939), а югоизточната ѝ част пустинята Стърт, в чест на нейния откривател Чарлз Стърт. През 1929 г. австралийският геолог Сесил Мадиган я изследва от въздуха със самолет, а през 1937 и 1939 г. извършва детайлни полеви изследвания и топографски картирания на цялата пустиня. През 1960 – 1980 г. са правени опити за добиване на нефт, които се оказват неуспешни. от края на 20-ти век тя става популярна туристическа дестинация.